# Deux maisons, 7 rue du Four (Lamballe)
Les deux maisons sont situées à Lamballe, en France.

## Localisation
Ces deux maison sont situées sur le territoire de la commune de Lamballe, 7 rue du Four, dans le département  des Côtes-d'Armor, en région Bretagne.

## Historique
Les deux maisons sont inscrites partiellement (facades) au titre des monuments historiques par arrêté du 19 juin 1926.